# 4,4′-Diaminodiphenylmethan
4,4′-Diaminodiphenylmethan ist eine chemische Verbindung aus der Gruppe der Diphenylmethanderivate. Technisches Diaminodiphenylmethan besteht aus einer Mischung mit isomeren Verbindungen (2,2′-Diaminodiphenylmethan, 2,4′-Diaminodiphenylmethan), sowie anderen Aminen.

## Gewinnung und Darstellung
4,4′-Diaminodiphenylmethan wird durch eine Kondensationsreaktion von Formaldehyd mit Anilin in Anwesenheit von Salzsäure hergestellt.

## Verwendung
4,4′-Diaminodiphenylmethan wird als Zwischenprodukt bei der Herstellung von Kunstharzen (Härter für Epoxidharze), Kunststoffen, Klebstoffen, Farbstoffen und Vulkanisationsbeschleunigern verwendet. Der größte Teil der hergestellten Menge (1993 etwa 400.000 Tonnen pro Jahr) wird dabei zur Produktion von 4,4′-Diphenylmethandiisocyanat zur Herstellung von Polyurethan (durch Reaktion mit Phosgen) verwendet. Die Substanz darf nach reduktiver Spaltung von Azogruppen nicht von Textilien oder Ledererzeugnissen, die längere Zeit mit der menschlichen Haut direkt in Berührung kommen, freigesetzt werden (Anlage 1 der Bedarfsgegenständeverordnung).

## Sicherheitshinweise
4,4′-Diaminodiphenylmethan ist als krebserzeugend eingestuft. Der Stoff wurde am 28. Oktober 2008 in die Kandidatenliste der besonders besorgniserregenden Stoffe (SVHC) aufgenommen.